# Pierre Pansu
Pierre Pansu (Lyon, 13 de julho de 1959) é um matemático francês.